# Graecophalangium atticum
Graecophalangium atticum is een hooiwagen uit de familie echte hooiwagens (Phalangiidae).